# Erasmus 2
Erasmus 2 (v originále Les Poupées russes) je francouzsko-britský hraný film z roku 2005, který režíroval Cédric Klapisch podle vlastního scénáře.

## Děj
Xavier náhodou potká Williama, bratra Wendy. Ten mu vypráví o svém vztahu s Natachou, ruskou baletkou, kterou si brzy vezme v Petrohradě. Zároveň sdělí Xavierovi zprávy o své sestře a nechá mu kontaktní údaje.
Xavier dočasně odložil svůj sen stát se spisovatelem, ale nemá stálé zaměstnání. Dostane však novou příležitost: napsat scénář k televizní minisérii. Xavier se chopí příležitosti a ve své práci pro minisérii pokračuje v Londýně, kde spolupracuje s Wendy.
Xavier a Wendy se stále více sbližují a nakonec začnou vztah. Zároveň musí Xavier odjet do Paříže pracovat jako ghostwriter pro modelku Celiu Shelburn. Zamilovaní Wendy a Xavier jedou do Petrohradu na svatbu Williama a Natachy. Zde ho kontaktuje modelka Celia, která zrovna pobývá v Moskvě. Xavier stráví noc s Celií.
Všichni Xavierovi bývalí spolubydlící z Barcelony postupně přijíždějí do Petrohradu. V den svatby Williama a Natachy se Xavierovi podaří usmířit s Wendy.

## Obsazení
| Romain Duris                   | Xavier Rousseau         |
| Kelly Reillyová                | Wendy                   |
| Audrey Tautou                  | Martine                 |
| Cécile de France               | Isabelle                |
| Kevin Bishop                   | William                 |
| Jevgenija Viktorovna Obrazcova | Natacha                 |
| Irene Montalà                  | Neus                    |
| Gary Love                      | Edward                  |
| Lucy Gordon                    | Celia Shelburn          |
| Aïssa Maïga                    | Kassia                  |
| Martine Demaret                | Xavierova matka         |
| Pierre Cassignard              | Platane                 |
| Olivier Saladin                | Gérard                  |
| Pierre Gérald                  | Papou, Xavierův děda    |
| Zinedine Soualem               | soused Boubaker         |
| Hélène Médigue                 | bankéřka Vanpeteguemová |
| Carole Franck                  | televizní producentka   |
| Robert Plagnol                 | seriálový herec         |
| Nicolas Briançon               | režisér                 |
| Bernard Haller                 | Michel Hermann          |
| Cristina Brondo                | Soledad                 |
| Federico D'Anna                | Alessandro              |
| Barnaby Metschurat             | Tobias                  |
| Christian Pagh                 | Lars                    |
| Lannick Gautry                 | snowboarder             |
| Laura Weissbecker              | Odile                   |
| Julien Guéris                  | Jean-Édouard            |
| Frédérique Belová              | Barbara                 |

## Ocenění
- César: nejlepší herečka ve vedlejší roli (Cécile de France); nominace v kategoriích nejlepší herečka ve vedlejší roli (Kelly Reilly), nejlepší střih (Francine Sandberg)
- Křišťálové glóby: nejlepší film (Cédric Klapisch)